# میریام کروز
میریام آراسلیس کروز رامیرز معروف به میریام کروز (زاده ۱۷ اوت ۱۹۶۸) یک موسیقی‌دان و هنرپیشه اهل دومینیکن است. او که به عنوان یک «هنرمند مشهور جهان مرنگ» توصیف می‌شود، بیشتر به خاطر خواننده اصلی گروه موفق زن مرنگ، لاس شیکاس دل کن شناخته می‌شود. در سال ۲۰۲۲، پس از چهار دهه اجرا، تک آهنگ "Tú ganas" را منتشر کرد. در همان سال، او در مرکز لینکلن اجرا کرد.
در سال ۲۰۱۳ او برنده جوایز سوبرانو شد.

## آهنگ‌شناسی

### آلبوم‌های استودیویی
- شیکان(1985)[۲]
- نادا کامون (1991)[۲]
- نووا ویدا (1993)[۲]
- Punto y Aparte (2001)[۲]
- آکوئی استوی (2006)[۲]
- همیشه دیوا (۲۰۱۳)
- من ساکودی (۲۰۱۵)
- مجموعه میریام (۲۰۱۶)
- سالی دی تی (۲۰۱۷)

### تک آهنگها
- «لا لوبا»[۲]
- «تومالو تو»[۲]
- «من پیشنهاد می‌کنم»[۲]
- «ال اونیو»
- «خیلی احساس تنهایی می‌کنم»
- «آگوا د سال»[۲]
- «میل دارم با تو عشقبازی کنم»
- «گواوا گندیده»
- «من مورو»
- «کوئیرو»
- «اوه»
- «این چیز اوست»[۲]
- «لازم است»[۲]
- «لا کارنادا»[۲]
- «عیسی لوکا»[۶]